# Hármasszabály (matematika)
A hármasszabály (regula de tri) a számtanban alkalmazott eljárás, amellyel 3 ismert mennyiségből egy negyediket számítunk ki (egyszerű hármasszabály), vagy 5 adott mennyiségből a hatodikat, 7-ből a nyolcadikat (összetett hármasszabály). Már a 6. század elején használták, amikor az indiai matematikusok ezt számítási módszert használták matematikai arányossági problémák megoldására.
Az arányosságot a következőképpen lehet szemléltetni: 
{\displaystyle {a \over b}={c \over d}\qquad {\begin{array}{lcc}b,d\neq 0\\\end{array}}}
vagy
{\displaystyle a:b=c:d}
amit így olvasunk ki: {\displaystyle a} úgy aránylik a {\displaystyle b} -hez, mint {\displaystyle c} aránylik a {\displaystyle d} -hez.

A hármasszabály szerint az egyenlet így néz ki:
{\displaystyle {a \over b}={c \over x}}
ahol az {\displaystyle x} ismeretlen a jobb oldali nevezőben van, és onnan azt kiemelve az egyenlet a következő lesz:
{\displaystyle x={b\cdot c \over a}}

## Alkalmazás

### Példa

#### Egyszerű hármasszabály
Ha egy konstans sebességgel haladó autó 3 óra alatt 210 kilométert tesz meg, hány kilométert tesz meg 7 óra alatt?
{\displaystyle {210 \over 3}={x \over 7}}
Az ismeretlent kifejezve: {\displaystyle x={210\cdot 7 \over 3}=490} km

#### Összetett hármasszabály
Ha 6 munkás 8 házat 100 nap alatt épít fel, akkor 10 munkás 20 házat ugyanilyen körülmények között hány nap alatt épít fel? 
{\displaystyle {{8 \over 100} \over 6}={{20 \over x} \over 10}}
Kétszeres keresztbe szorzás után ezt kapjuk:
{\displaystyle x={20\cdot 100\cdot 6 \over 8\cdot 10}=150} nap

## Kapcsolódó szócikk
- Egyenes arányosság